# Kroonzandhoen
Het kroonzandhoen (Pterocles coronatus) is een vogel uit de familie van de zandhoenders (Pteroclididae).

## Kenmerken

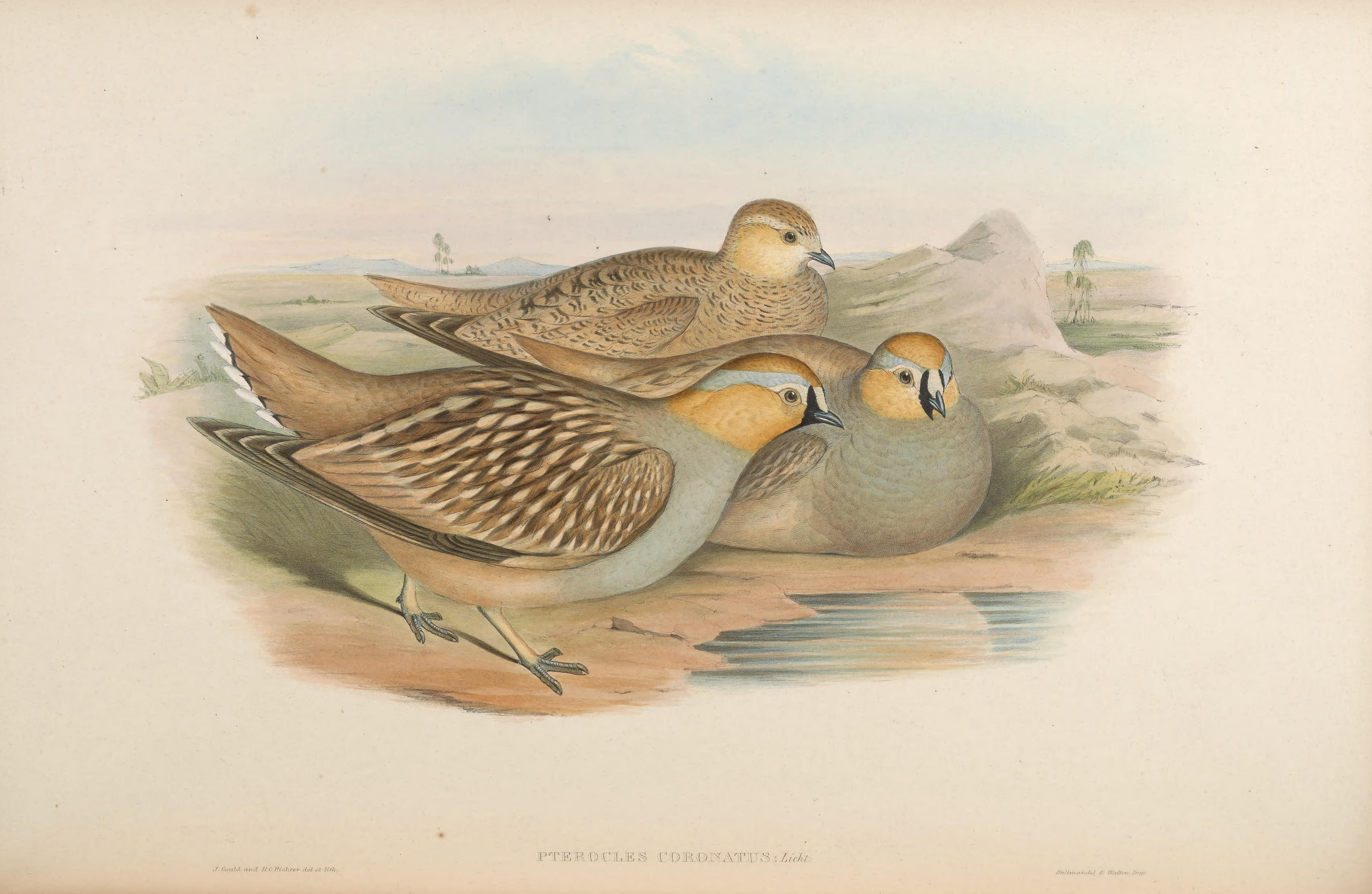
Afbeelding van John Gould.

De vogel is 25 tot 29 cm. Het verenkleed is bruin of grijs vol spikkels of strepen. Het mannetje heeft een oranjebruine kruin en een verticale, zwarte band van voorhoofd tot kin. Het vrouwtje is grijzer en meer streperig. Ze hebben een kleine kop, een gedrongen lichaam en bevederde poten. Hun lange spitse vleugels hebben een zwarte achterrand en zwarte punten. De vogels bezoeken drinkplaatsen meestal vroeg in de ochtend.

## Verspreiding
Deze standvogel leeft in woestijnachtige gebieden in Afrika en Zuidwest-Azië. Binnen dit gebied zijn er vijf ondersoorten:

- P. c. coronatus: van de westelijke en centrale Sahara tot oostelijk Egypte en noordelijk Soedan.
- P. c. vastitas: van Sinaï (noordoostelijk Egypte) tot Israël en Jordanië.
- P. c. saturatus: noordelijk Oman.
- P. c. atratus: van het Arabisch Schiereiland tot zuidelijk Afghanistan.
- P. c. ladas: Pakistan.

Het leefgebied bestaat uit vlakke, stenige woestijnen en halfwoestijnen met schaarse begroeiing.

## Status
De grootte van de wereldpopulatie is niet gekwantificeerd. De vogel is plaatselijk algemeen in geschikt habitat. Men veronderstelt dat de soort in aantal stabiel is. Om deze redenen staat het kroonzandhoen als niet bedreigd op de Rode Lijst van de IUCN.